# The House of the Dead: Overkill
The House of the Dead: Overkill  (ザ・ハウス・オブ・ザ・デッド : オーバーキル, Za Hausu obu za Deddo: Ōbākiru) sparatutto in prima persona sui binari sviluppato da Headstrong Games e pubblicato da SEGA su console Nintendo, il Wii. Questo è uno spin off non canonico della serie "The House of the Dead" ed è il primo gioco della saga sviluppato da un team occidentale e non direttamente da SEGA. Il gioco è uscito il 10 febbraio 2009 in nord America ed il 13 febbraio 2009 in Europa. Il gioco è uscito anche in Giappone il 17 settembre dello stesso anno, ma equipaggiato del Wii Zapper.
Il 27 maggio 2011, SEGA annuncia una versione nuova e corretta per la versione PlayStation 3 intitolata: The House of the Dead: Overkill - Extended Cut, la quale presenta una grafica migliorata, la compatibilità al 3D, il supporto al Move e due nuovi scenari.

## Trama
Louisiana, 1991. L'agente G, neo-membro dell'AMS, riceve il suo primo incarico: deve indagare su strane sparizioni ed omicidi misteriosi e agghiaccianti. Scoprirà che lo Stato è invaso dagli zombie e dietro a tutto questo c'è di mezzo uno scienziato (veramente) pazzo di nome Papa Caesar. Al fianco di G ci sarà Isaac Washington, un agente della polizia locale, spaccone e playboy ed assetato di vendetta, che ha un conto in sospeso con Caesar.

## Modalità di gioco
La modalità di gioco, come nei precedenti, è su Binari. Il giocatore dovrà solo sparare ai nemici che lo attaccheranno, ma in questo caso, essendo questo un gioco per console, avrà una barra della vita e varie armi a disposizione. Sono inseriti anche alcuni QTE (Quick time event) per tenere il ritmo di gioco. 

## Personaggi
Agente G
Il futuro collega dell'agente Rogan, che in questo capitolo della saga è una recluta entrata da poco nella AMS, dalla quale ha ricevuto il suo primo incarico, conduce indagini sulle attività sospette di uno scienziato in una cittadina della Louisiana. Sul conto dell'Agente G non traspare quasi nessun dettaglio sulla sua vita.
Isaac Washington
Un detective locale che come l'Agente G indaga sulle attività sospette di uno scienziato, Papa Caesar, responsabile per la morte di suo padre. Isaac è un uomo molto sopra le righe, irascibile, sboccato, donnaiolo e con il vizio dell'alcol.
Papa Caesar
Caesar è un grande esponente del crimine di Bayou City, e insieme a Warren Darling pianifica di diffondere una tossina mutante in tutta la città. Caesar apprezza molto la cucina cinese.
Varla Guns
Varla è una spogliarellista molto gettonata, ed è la sorella maggiore dello scienziato Jasper, che si allea con il duo per fermare Papa Caesar, causando un triangolo amoroso. Varla ha un passato segnato da eccessi e cattive compagnie, ma che ciononostante, si è sempre curata del fratello.
Jasper
È un brillante scienziato affetto da una malattia genetica che lo paralizza quasi completamente. Viene costretto da Papa Caesar a creare la tossina virulenta che intende liberare su Bayou City.
Candi Stryper
Personaggio disponibile solo sulla versione del gioco per PlayStation 3, è una giovane spogliarellista ed ex amante di Jasper, che si unisce a Varla per fermare Papa Caesar. Osservando meglio Candi si può notare che indossa un tutore articolato alla gamba destra, ma non viene spiegato il perché.
Warren Clement Darling
Il supervisore di una prigione di massima sicurezza situata ai margini della città, che viene coinvolto nelle attività di Papa Caesar con la speranza di trovare una cura per prolungare la vita della sua anziana madre.